# Schloss Dwasieden

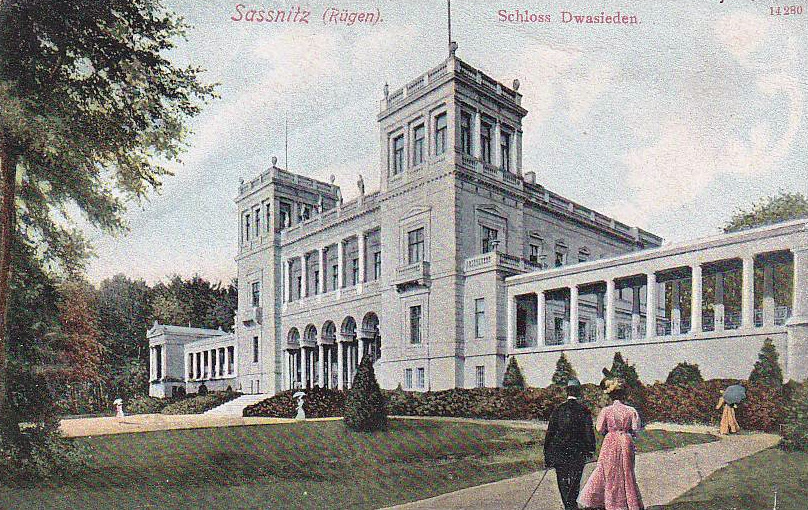
Schloss Dwasieden an der Ostsee auf einer Postkarte um 1900 (Photochromprint)

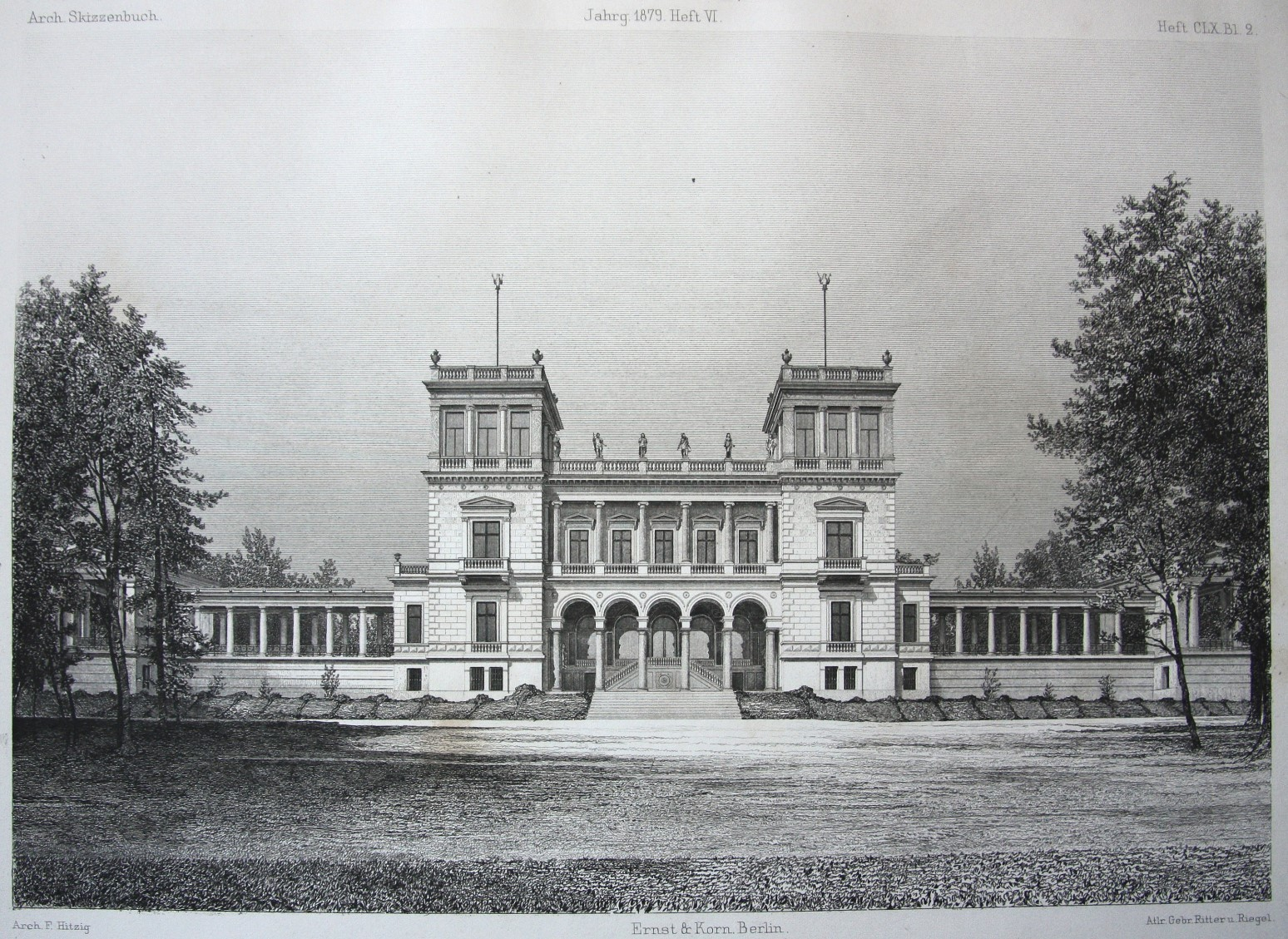
Frontalansicht von Schloss Dwasieden, 1879 im Architektonischen Skizzenbuch veröffentlicht

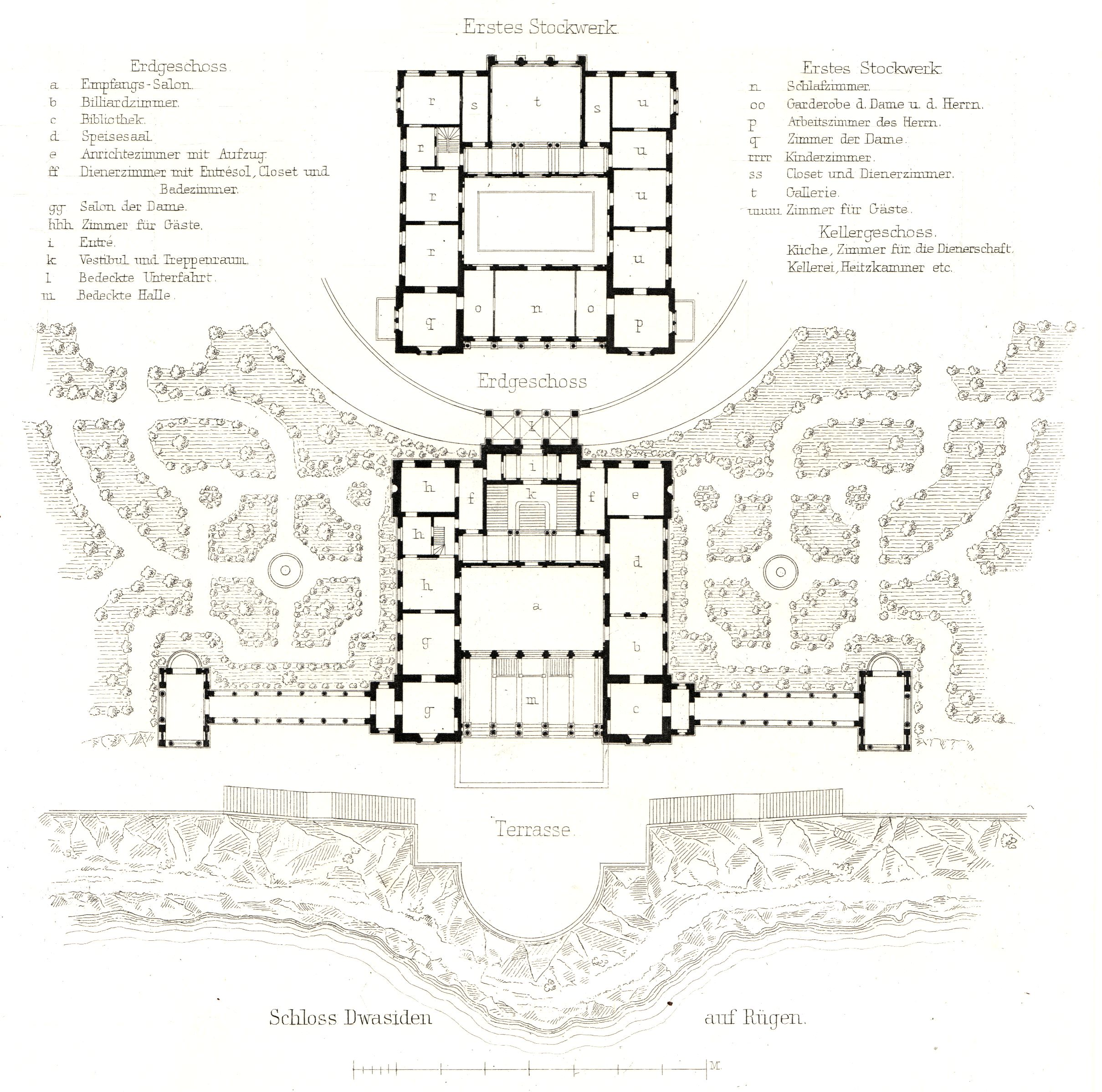
Grundriss des Erdgeschosses und des ersten Obergeschosses

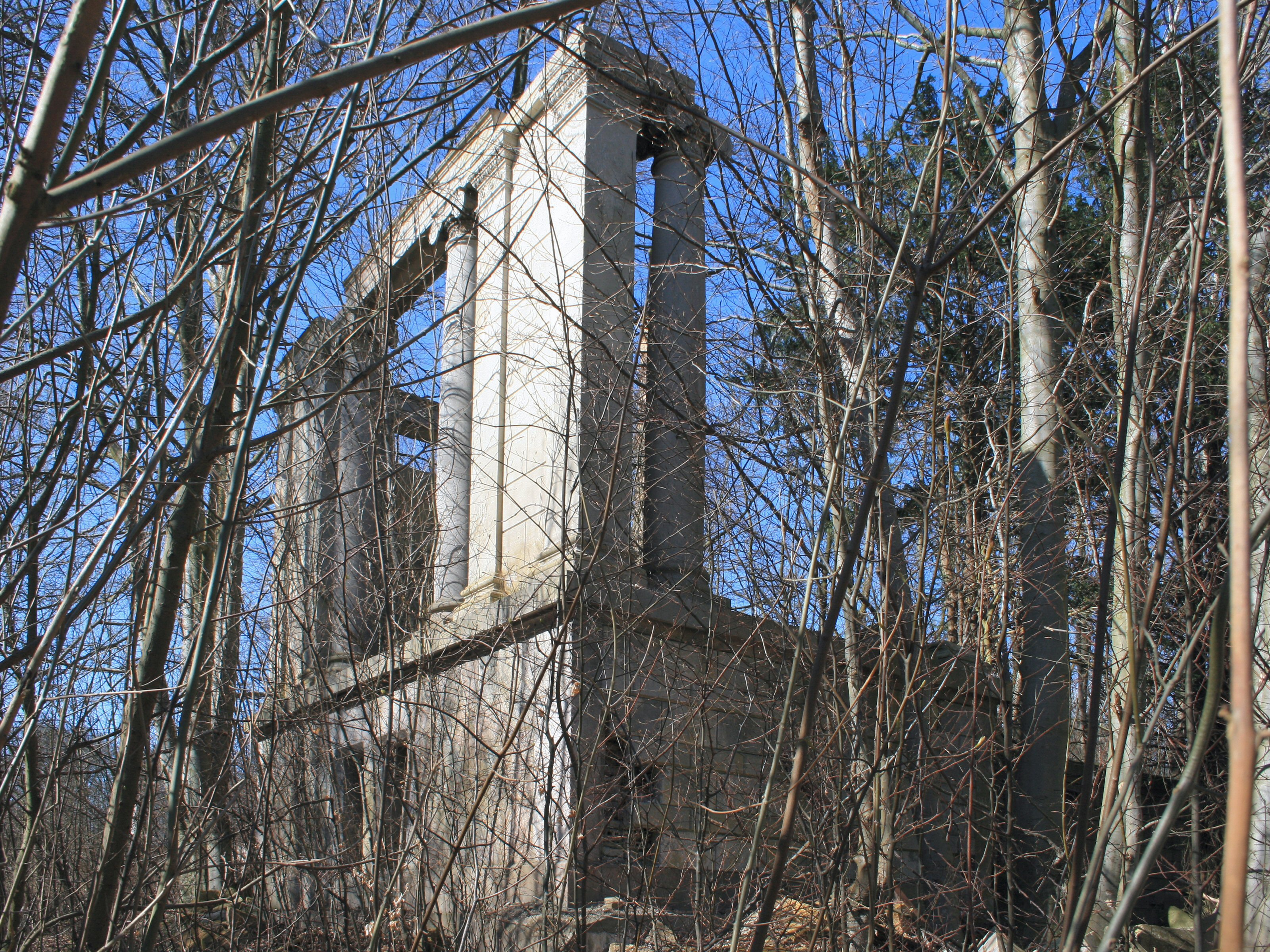
Der südliche Pavillon heute

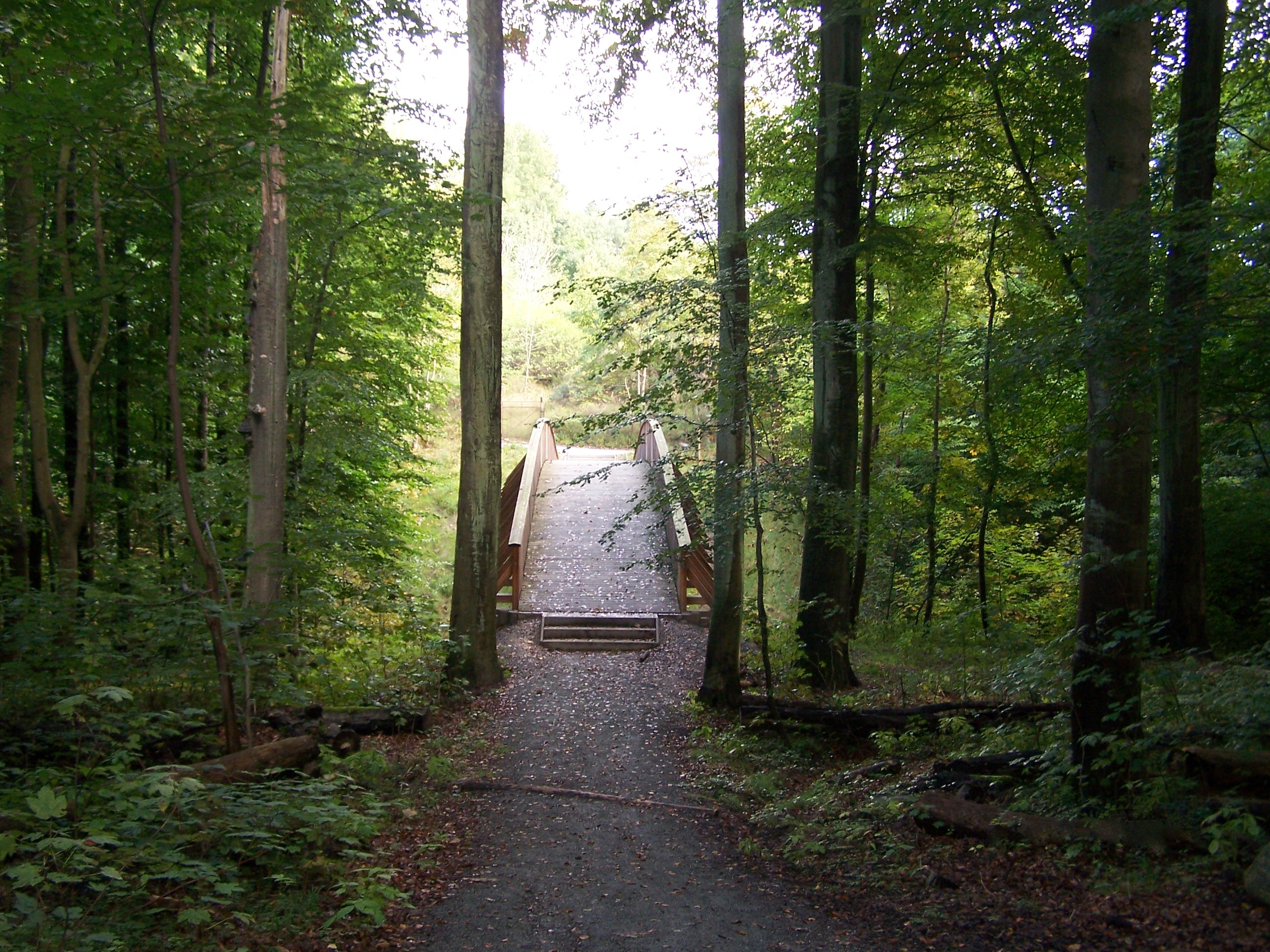
Brücke in den Schlosspark

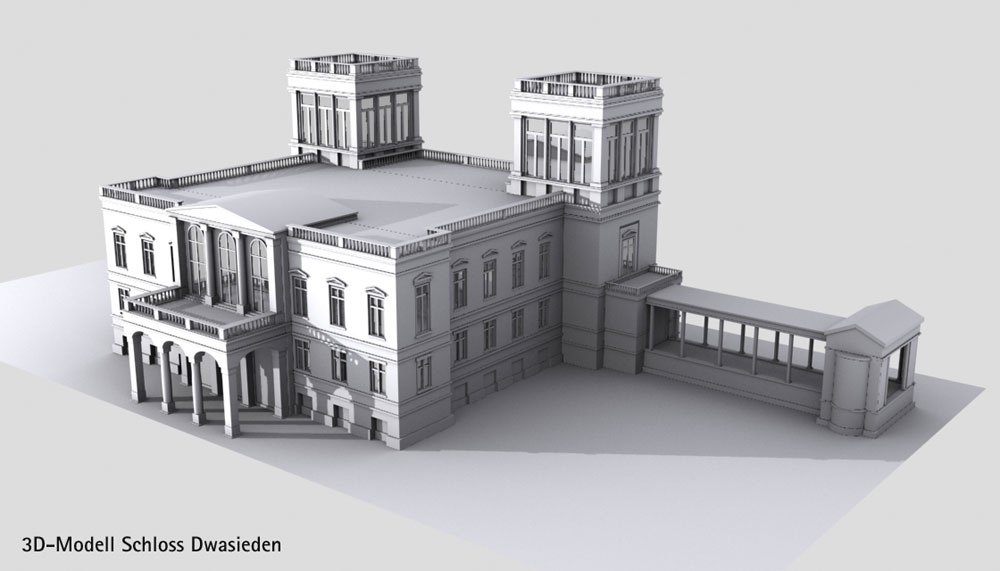
3D-Modell von Schloss Dwasieden

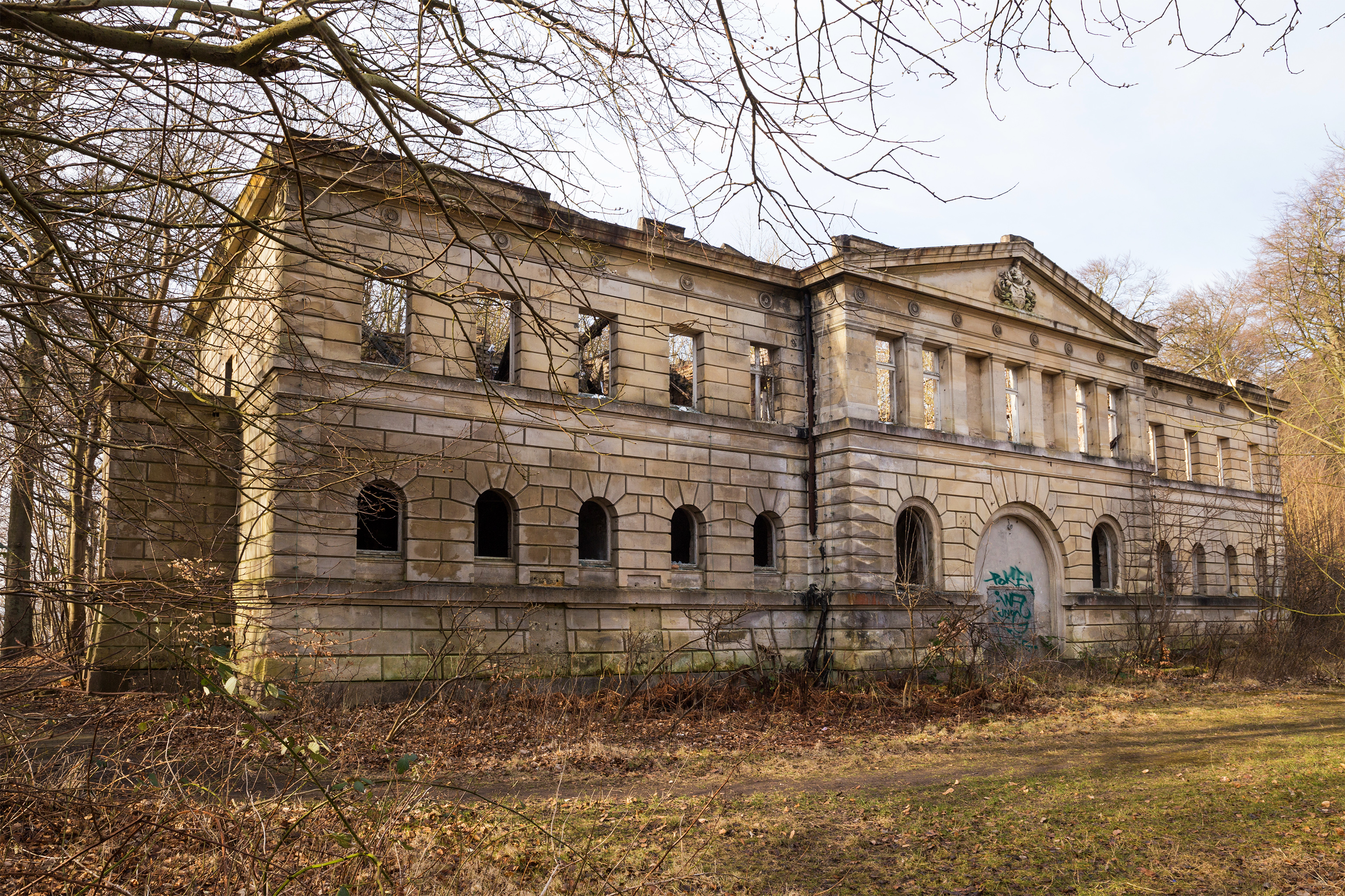
Ruine des Marstall, 2016

Die Ruinen von Schloss Dwasieden befinden sich bei Sassnitz auf der Insel Rügen in unmittelbarer Nähe der Ostsee.
Es wurde in den Jahren 1873 bis 1877 erbaut im Auftrag von Adolph von Hansemann, Inhaber der Disconto-Gesellschaft in Berlin und einer der reichsten Männer der Bismarckzeit. Architekt des imposanten Herrenhauses war Friedrich Hitzig, ein Schüler von Friedrich Schinkel. Die Architektur war angelehnt an die Bäderarchitektur, die für die Ostseeküste Vorpommerns prägend ist.
Von dem Prachtbau existieren aufgrund der Sprengung 1948 nur noch Ruinenreste sowie der 1997 ausgebrannte Marstall. Die Reste des Ensembles befinden sich auf einer Anhöhe oberhalb der Ostsee, die unmittelbar südwestlich an den Stadthafen von Sassnitz anschließt. Die Schlossallee zum Schloss Dwasieden zweigt von der Straße von Sassnitz nach Mukran ab.

## Geschichte
Der Bau des Schlosses und die Gestaltung des 102 Hektar großen Parks kosteten vier Millionen Mark. Das Schloss war das einzige Gebäude in Norddeutschland, dessen Fassaden aus Sandstein, Granit und echtem Marmor erbaut waren.
Das Schloss war ein quadratischer, zweigeschossiger Bau, an dessen Seiten sich Säulengänge befanden, die in offenen, tempelartigen Pavillons endeten. Auffällig waren die beiden an den Ecken angeordneten Aussichtstürme mit pfeilerartig hervortretenden Wandstreifen, die das Gebäude überragten.
Nicht nur die für den Bau verwendeten hochwertigen Materialien machten es zu einem Prunkbau, sondern auch die wertvolle Innenausstattung:

„Die Zimmer, welche Fremde besehen dürfen, liegen im Parterre des Schlosses. Alle diese zahlreichen Salons und Boudoirs, diese Musik- und Bibliothekzimmer, wie auch die Gesellschaftssäle sind mit ebenso feinem Geschmack wie großem Luxus ausgestattet. Die Möbel sind zum größten Teil Gobelin und rühren noch von dem Vater des Herrn von Hansemann her. An den Wänden hängen prachtvolle Original-Ölgemälde – meistens Landschafts-, Genre- und Tierstücke unserer ersten Meister und auch die Plafonds sind mit Zeichnungen und Malereien namhafter Künstler geschmückt. Die alten venetianischen Spiegel und Kronleuchter (die letzteren sind beweglich und kann man jedes Stück herausnehmen), die wertvollen Ebenholzschnitzereien, die antiken Kamine aus weißem Marmor, die kostbaren Teppiche der Schmiedeberger Industrie, und all die zahlreichen Kunstgegenstände, die in Folge ihrer Seltenheit und ihrer Schönheit schon an und für sich ein großes Vermögen repräsentieren – all dies machte auf mich einen überwältigenden Eindruck.“

Auch der Park von Dwasieden war eine sehr gepflegte Anlage und wurde schon bei seiner Fertigstellung als einer der schönsten Parks in Norddeutschland bezeichnet.
Gert von Oertzen (1910–1996), der Enkel und Erbe Hansemanns, verkaufte das Schloss in den 1930er Jahren an die damalige Gemeinde Sassnitz, von der es 1935 die Kriegsmarine übernahm und zu einem Teil ihrer Schiffsartillerieschule (Entfernungsmeßschule) machte.
Von dem Schloss existieren heute nur noch Reste der Pavillons und der Marstall. 1948 wurde das Schloss aufgrund des SMAD-Befehls Nr. 209 wie andere ehemalige Adelssitze im Zuge der Bodenreform in der sowjetischen Besatzungszone gesprengt, wobei hier noch „erschwerend“ hinzukam, dass das Schloss militärisch genutzt worden war.
Nach der Deutschen Wiedervereinigung gab es 1993 Pläne für ein „Kurgebiet Dwasieden“ unter Einbeziehung des historischen Schlosses. Dabei sollte die Fassade originalgetreu rekonstruiert und das Gebäude in einen modernen Kurbetrieb mit Hotel eingebunden werden. Diese Pläne kamen nicht zur Ausführung.
Pläne aus dem Jahr 2007 sahen die Errichtung einer „Kurstadt“ mit 3000 Betten vor, unter Einbeziehung der Überreste von Dwasieden. Auch diese Pläne scheiterten.
Im Jahr 2018 erwarb aus Mitteln ausländischer Anleger das Immobilienunternehmen Dolphin Capital Schloss Dwasieden für 18 Millionen Euro und nutzte es als Beleihungsobjekt. Im Juli 2020 meldete das Unternehmen Insolvenz an.
Im April 2021 gab der Insolvenzverwalter die Vermarktung des Immobilienbesitzes in Auftrag, darunter auch das Schloss Dwasieden.
Im Juli 2022 ist nach Auskunft des Insolvenzverwalters das Objekt an einen Käufer aus der Immobilienbranche veräußert worden.
Das Schloss Dwasieden galt früher als eines der wertvollsten Gebäude auf Rügen. Heute gilt es als einer der beliebtesten Lost Places.